# Maria-Hilf-Kapelle Innerbraz

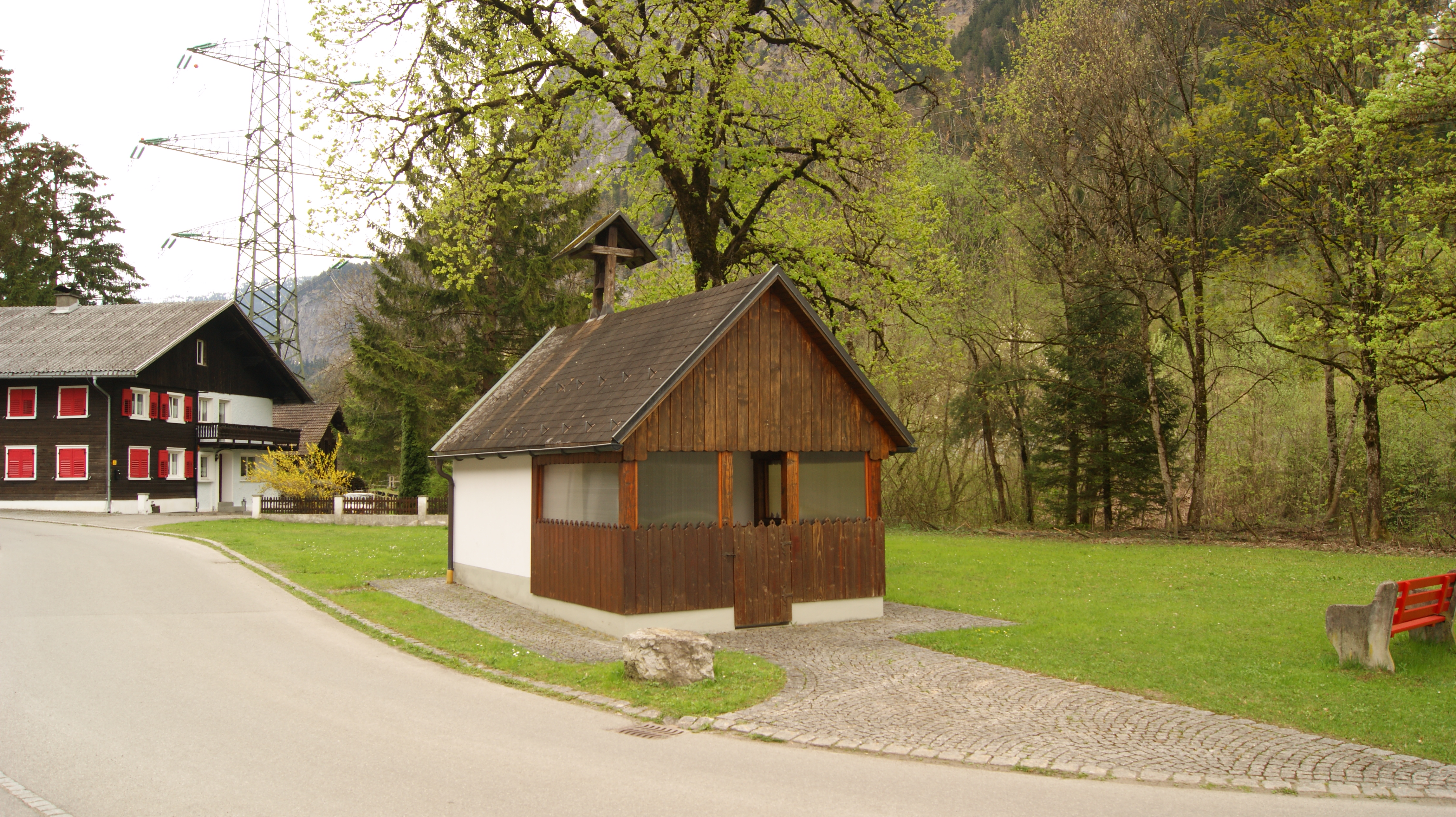
Kapelle, um 1630 erbaut

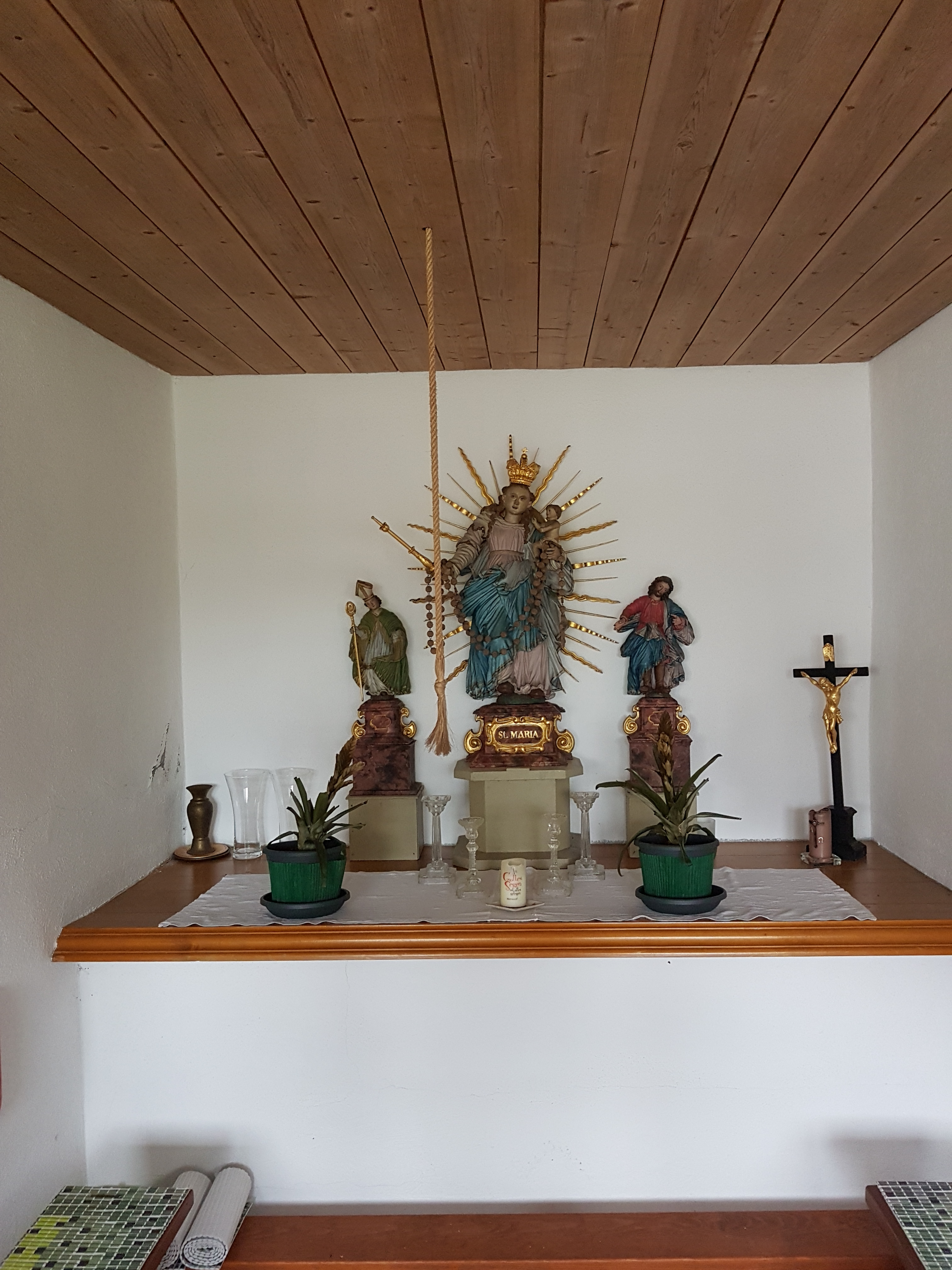
Altarfiguren aus dem 17. Jahrhundert

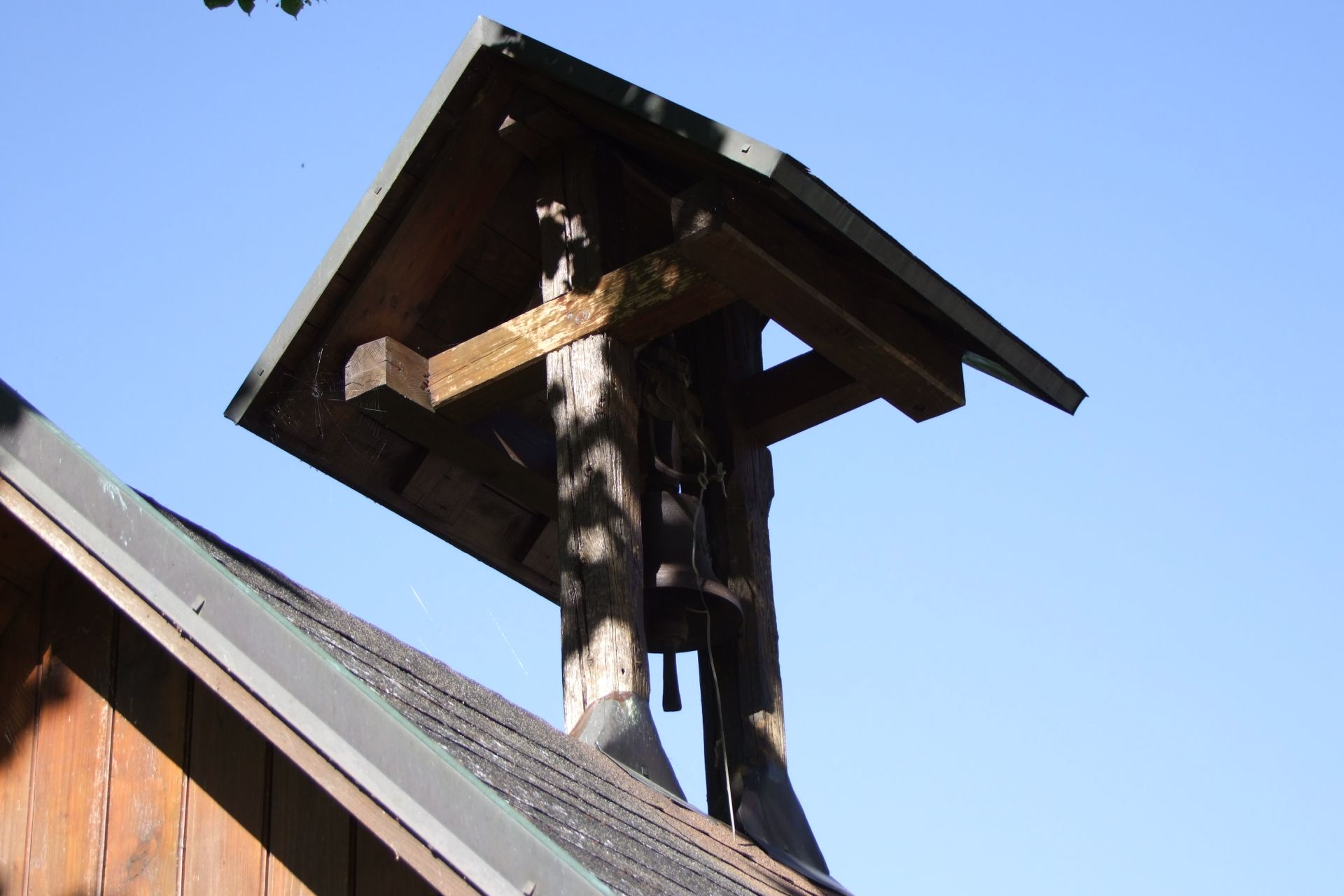
Glockendachreiter, aus zwei verbundenen Kreuzen gebildet

Diese römisch-katholische denkmalgeschützte Maria-Hilf-Kapelle steht am Mühleplatz im Dorfteil Gatschief in der Gemeinde Innerbraz im Bezirk Bludenz in Vorarlberg. Sie ist der Gottesmutter geweiht und gehört zur Pfarrkirche Braz und damit zum Dekanat Bludenz-Sonnenberg in der Diözese Feldkirch.
Das Bauwerk (710 m ü. A.) wurde um 1630 errichtet und ist vom Dorfzentrum von Innerbraz etwa 1600 Meter Luftlinie entfernt. Die Kapelle wurde erstmals 1743 als Maria-Hilf-Kapelle erwähnt.

## Kirchenbau
Die Kapelle war ursprünglich dem heiligen Valentin geweiht und steht am Mühleplatz. Sie hat eine rechteckige Grundform mit offenem Holzvorraum in Nordwest/Südost-Ausrichtung mit Satteldach. Im Südosten befinden sich der Glockendachreiter und der Altar. Der Glockendachreiter wird aus zwei verbundenen Holzkreuzen gebildet, die Glocke kann nur im Bereich des Altars an einem Seil händisch bedient werden. In ähnlicher Bauweise ist die denkmalgeschützte, 1634 errichtete, Wegkapelle hl. Magnus in Innerbraz ausgeführt.
Der Zugang zur Kapelle ist durch ein Eisengitter unmöglich gemacht. Die Belichtung des gemauerten Rauminneren erfolgt ausschließlich durch das Eisengitter.
Auf dem gemauerten, pultförmigen Altar befindet sich zentral eine Statue der Gottesmutter mit dem Jesuskind im Arm und der Aufschrift auf dem Sockel: St. Maria. Links neben der Statue der Gottesmutter steht eine Statue, die den hl. Valentin von Rätien abbildet, rechts eine Statue, die den hl. Josef darstellt. Die Altarfiguren im Innenraum stammen aus dem späten 17. Jahrhundert.
An der linken Seitenwand befinden sich zwei Bilder mit Darstellung der Gottesmutter und Jesus.

## Jakobsweg
Eine Teilstrecke des Jakobswegs Landeck–Einsiedeln, welcher durch Vorarlberg, das Klostertal und den Walgau führt, verläuft über Innerbraz – Ausserbraz – Oberradin – St. Leonhard nach Bludenz.  In der Kapelle befindet sich ein Stempel für die Pilgerkarte.

## Lage und Verkehr
Innerbraz liegt heute abseits der Hauptverkehrsrouten. Die Hauptstraße, die Arlbergstraße, führt quer durch Innerbraz an der Pfarrkirche Braz, der Magnuskapelle und der Maria-Hilf-Kapelle vorbei. Viele Jahrhunderte war diese Straße der Hauptverbindungsweg durch das Klostertal zwischen dem Arlbergpass und Bludenz (weiter ins Walgau und Rheintal). Etwa 30 m unterhalb der Kapelle fließt die Alfenz und 65 m darunter befindet sich die Arlberg Schnellstraße S16 (E60).
Die heute nicht mehr vom Zugverkehr bediente Haltestelle Hintergasse (824 m ü. A.) der Arlbergbahn befindet sich etwa 750 Meter Luftlinie entfernt.
Schräg gegenüber der Kapelle steht das Haid-Haus. Es ist eines der ältesten Gebäude in Innerbraz und das einzige, das baugeschichtlich erforscht ist. Es stammt vermutlich aus dem 14. Jahrhundert. Das Hais-Haus bildete zusammen mit der Kapelle das Dorfzentrum der Parzelle „Mühleplatz“ und diente als Wohnhaus, Wirtshaus und Geschäft. Es findet sich noch die Aufschrift: „Albergo“, die an die während des Bahnbaus hier untergebrachten Trentiner erinnert.